# 維蒂夫齊
49°29′52″N 26°26′35″E / 49.49778°N 26.44306°E

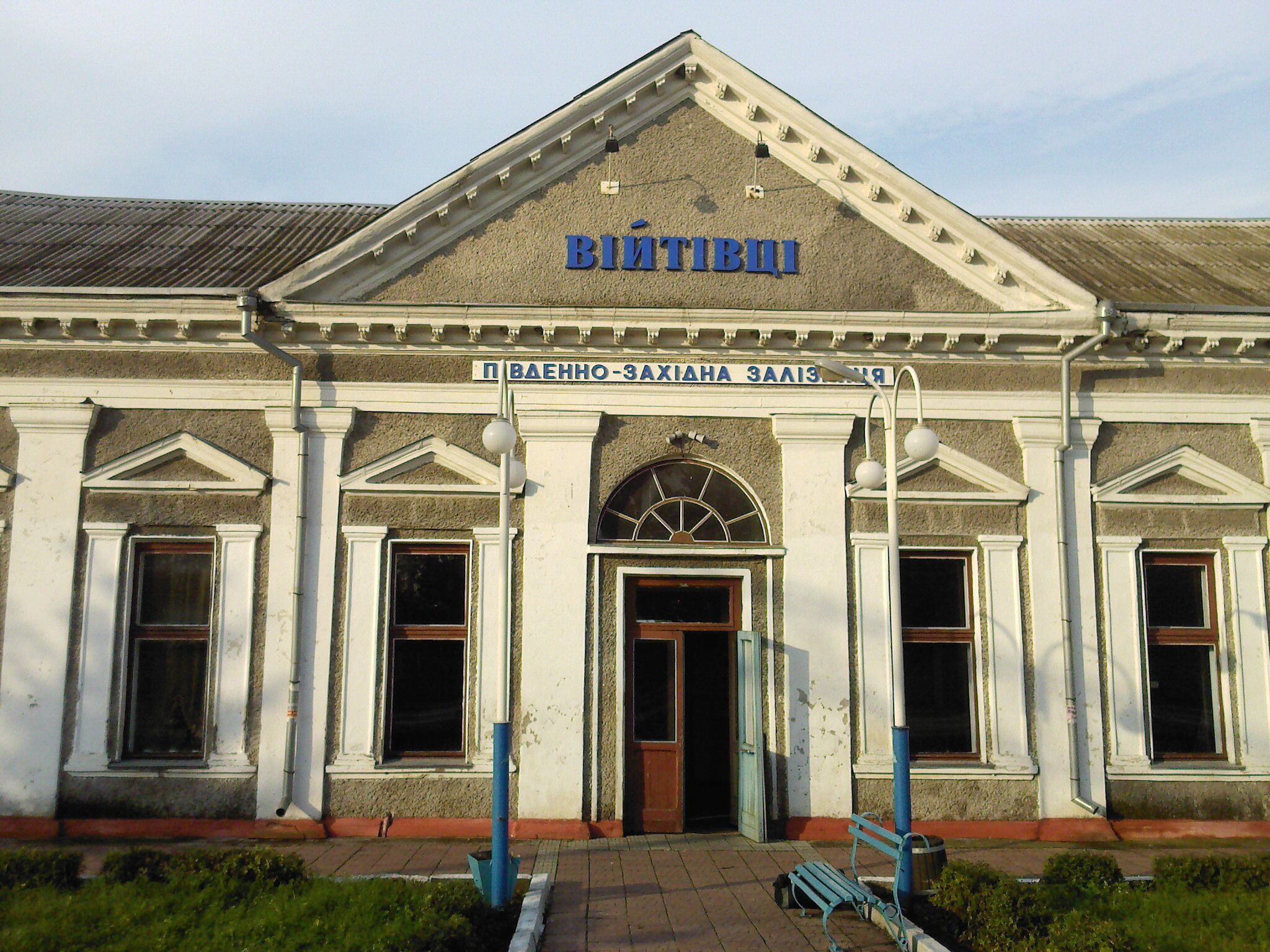
火车站

維蒂夫齊（烏克蘭語：Війтівці）是位於烏克蘭西部赫梅利尼茨基州赫梅利尼茨基區維蒂夫齊市鎮的鎮，並為該市鎮的行政中心。該镇處於沃洛奇斯克以東24公里和州府赫梅利尼茨基以西48公里，始建於1888年，面積1.80平方公里，2022年人口811，人口密度每平方公里512人。